# Вулиця Володимира Сосюри (Київ)
Ву́лиця Володи́мира Сосю́ри — вулиця в Дніпровському районі міста Києва, житловий масив Соцмісто. Пролягає від Дарницької площі до Празької вулиці.
Прилучається Пластова вулиця.

## Історія
Вулиця виникла наприкінці 1950-х — на початку 1960-х років у складі вулиці Будівельників. Відокремлена під сучасною назвою на честь українського поета В. М. Сосюри — 1965 року.